# Joseph Marie Raphaël de Casabianca
Pour les articles homonymes, voir Casabianca.
Cet article possède un paronyme, voir Raphaël de Casabianca.
Joseph Marie Rapahël de Casabianca, né le 20 mars 1830 à Bastia (Corse) et mort le 11 mai 1919 à Paris 16e, est un homme politique français.

## Biographie
Fils de François Xavier Joseph de Casabianca, il lui succède comme député de Corse, de 1877 à 1881. Il siège à droite, au groupe bonapartiste de l'Appel au peuple, et ne se représente pas en 1881.

## Source
- « Joseph Marie Raphaël de Casabianca », dans le Dictionnaire des parlementaires français (1889-1940), sous la direction de Jean Jolly, PUF, 1960 [détail de l’édition]